# Гобар
Гобар — персидский наместник Пасаргад, упоминаемый при описании событий в 330 году до н. э.
Поражение армии персидского царя Дария III в битве при Гавгамелах в 331 году до н. э. ускорило распад его державы. На сторону Александра Македонскому перешли ещё несколько сатрапов и более мелких правителей. Квинт Курций Руф передал сетование Дария III назадолго до его смерти: «предатели и перебежчики царствуют в моих городах.» Гобар сдал македонянам Пасаргады. Здесь македонский царь приобрел сокровища на шесть тысяч талантов.